# Sumrall
Sumrall is een plaats (town) in de Amerikaanse staat Mississippi, en valt bestuurlijk gezien onder Lamar County.

## Demografie
Bij de volkstelling in 2000 werd het aantal inwoners vastgesteld op 1005.
In 2006 is het aantal inwoners door het United States Census Bureau geschat op 1204, een stijging van 199 (19,8%).

## Geografie
Volgens het United States Census Bureau beslaat de plaats een oppervlakte van
5,6 km², geheel bestaande uit land. Sumrall ligt op ongeveer 117 m boven zeeniveau.

## Plaatsen in de nabije omgeving
De onderstaande figuur toont nabijgelegen plaatsen in een straal van 28 km rond Sumrall.